# Семененко-Басин, Илья Викторович
Илья Викторович Семененко-Басин (род. 5 октября 1966, Москва) — российский историк и поэт. Доктор исторических наук (2011), профессор Учебно-научного центра изучения религии РГГУ.
Область научных интересов — история христианства, история России, христианская агиография, восприятие святости в культуре, эпистолярные источники XX в., художественные и литературные группы в СССР второй половины XX века, дискурсный анализ текстов.

## Биография
С отроческих лет писал стихи. В конце 1980-х участвовал в позднесоветском самиздате, выпуская альманах «Ситуация», посвящённый живописи, пробовал себя в изготовлении рукописных поэтических книг.
В 1989 году окончил исторический факультет МГУ им. М. В. Ломоносова (тема дипломной работы: «Ферраро-Флорентийский собор в русской общественной мысли XV века»).
С 2001 года преподаёт в РГГУ. Читает курсы лекций «История религий в России», «Основные проблемы истории православия в России».
В 2002 году защитил кандидатскую диссертацию «Канонизация святых в русской православной церкви в контексте эволюции Советской и Постсоветской культуры : 1917—2000 гг.» В 2011 году защитил докторскую диссертацию «Персонификация святости в русской православной культуре XX века» (защищена в совете Д 212.198.06 при РГГУ).
Автор статьи про святую Матрону Московскую в Большой Российской энциклопедии.

## Публикации
- Папство глазами автора «Повести Симеона Суздальского об осьмом соборе» // История мировой культуры: традиции, инновации, контакты. — М., 1990. — С. 49 — 57.
- Авторство «Откровенных рассказов странника» // Символ. Paris, 1992. — № 27. — С. 167—190
- Еськовская община отца Матфея Константиновского // Вестник Русского христианского движения. Париж, 1994. — № 169. — С. 133—146.
- Образ Небесного Иерусалима в «Откровенных рассказах странника духовному своему отцу» // Иерусалим в русской культуре. — М., 1994. — С. 219—222.
  - Образ Небесного Иерусалима в «Откровенных рассказах странника» // Вестник Русского христианского движения. 1995. — № 171. — С. 77-85.
- К вопросу о происхождении пятого, шестого и седьмого «Рассказов странника» // Вестник Русского христианского движения. 1995. — № 171. — С. 71—76.
- Образ Небесного Иерусалима в «Откровенных рассказах странника» // Вестник Русского христианского движения. 1995. — № 171. — С. 77—85
- Предыстория творческого пути князя С. Н. Трубецкого // Вопросы философии. 1995. — № 9. — С. 106—119.
- Авторство «Откровенных рассказов странника духовному своему отцу» // Архимандрит Михаил (Козлов). Записки и письма / Подгот. текста И. В. Басина. — М., 1996. — С. 123—156.
- Заметки о миссионерстве Православной Церкви // Христианос. Рига, 1996. — Вып. V. — С. 30-43.
- Эсхатология преподобного Серафима Саровского // Христианос. Рига, 1996. — Вып. V. — С. 89-104.
- Пастырь на рубеже эпох. К 150-летию митрополита Антония (Вадковского) // Православная община. М., 1996. — № 3 (33). — С. 75—91.
- Святой праведный иерей Иона Одесский // Православная община. М., 1996. — № 3 (33). — С. 103—107.
- Канонизация святых в Украинской Православной Церкви Московского Патриархата: 1993—1996 годы // Вестник Русского христианского движения. 1997. — № 176. — С. 209—234.
- Миф мощей преподобного Серафима Саровского // Страницы: Богословие. Культура. Образование. 1997. Т. 2. Вып. 3. — С. 385—397; Вып. 4. — С. 538—549.
- «Я принадлежу возлюбленному моему» (Песн. 6:3) [к 100-летию преставления святой Терезы Младенца Иисуса] // Христианос. Рига, 1997. — Вып. VI. — С. 175—180.
- О почитании Матрёны Никоновой // Вестник Русского христианского движения. 1997. — № 175. — С. 264—270.
- Серафим и Макарий // Христианос. Рига, 1997. — Вып. VI. — С. 7 — 15, 45 — 46.
- «Я принадлежу возлюбленному моему» (Песн. 6:3) [к 100-летию преставления святой Терезы Младенца Иисуса] // Христианос. Рига, 1997. — Вып. VI. — С. 175—180.
- Сестра Иисуса. Предисловие к русскому изданию // Катрин Спинк. Зов пустыни. Биография малой сестры Магдалены Иисуса. — М., 1997. — С. 7 — 12.
- Миф мощей преподобного Серафима Саровского // Страницы: Богословие. Культура. Образование. — М., 1997. Т. 2. Вып. 3. — С. 385—397; Вып. 4. — С. 538—549.
- Абсолютный ответ. О Малой сестре Магдалене и её «Зелёной тетради» // Христианос. Рига, 1998. — Вып. VII. — С. 79 — 85.
- Схиигуменья Мария и подпольный женский монастырь // Христианос. Рига, 1998. — Вып. VII. — С. 145—154.
- Аскеза любви: экзегеза епископа-мученика Григория (Лебедева) // Страницы: Богословие. Культура. Образование. — М., 1998. — Т. 3. Вып. 4. — С. 552—557
- Священник Димитрий Клепинин // XPICTIANOC. Рига, 1999. — Вып. VIII. — С. 33 — 40.
- Свидетельство российских новомучеников // Страницы: Богословие. Культура. Образование. 2000. — Т. 5. Вып. 1. — С. 66-76.
- Священник Анатолий Жураковский: возрождение во время катастрофы // Синопсис: богослов’я, фiлософiя, культурологiя. — 2001. — № 4-5. — С. 373—411
- Древние западные святые в русском православном месяцеслове // Страницы: Богословие. Культура. Образование. 2001. — Т. 6. — Вып. 4. — С. 585—590.
  - Древние западные святые в русском православном месяцеслове XX в. // Религии мира: История и современность. 2006—2010 / Отв. ред. Е. В. Белякова, А. В. Назаренко. М., 2012. С. 579—584.
- Возобновление канонизации святых в Русской церкви после антирелигиозных гонений (1964—1990 гг.) // Церковь в истории России. М., 2003. — Сб. 5. — С. 324—342.
- Исповедание веры, мученичество и миссия Церкви: образы российского Православия XX века // Новая Европа: Международное обозрение культуры и религии. Милан — Москва, 2003. — № 16. — С. 48—57.
- Проблемы канонизации и почитания святых в деяниях Московского поместного собора Православной Российской церкви 1917—1918 годов // Религии мира: История и современность. 2004 / Отв. ред. Е. В. Белякова, А. В. Назаренко. — М., 2004. — С. 376—404.
- Возвращение мощей святых Русской Православной церкви в 1940-х годах // Страницы: Богословие. Культура. Образование. 2004. — Т. 9. — Вып. 1. — С. 74 — 88.
- Новое религиозное сознание на рубеже XVIII века: архиепископ Феофан Прокопович // Страницы: Богословие. Культура. Образование. 2004. — Т. 9. — Вып. 2. — С. 226—233.
- Вскрытия святых мощей советского времени в зеркале научных исследований // Страницы: Богословие. Культура. Образование. 2004. — Т. 9. — Вып. 4. — С. 558—562.
- К истокам почитания новомучеников Российских: деяния Поместного Собора Русской Православной Церкви 1917—1918 гг. // Православная Церковь и культура: Материалы секции XIII Международных Рождественских образовательных чтений / Глав. ред. архим. Иоанн (Экономцев). М.: Отдел религиозного образования и катехизации Русской Православной Церкви, 2005. — С. 52 — 57.
- Память святой равноапостольной Нины и других грузинских святых в русском православном месяцеслове // Религиоведение. 2005. — № 2. — C. 35-42.
- «Откровенные рассказы странника»: источники текста и литературная судьба // Церковь и время. 2005. — № 1 (30). — С. 168—176.
- Художественная жизнь Москвы 60-70 годов XX века и творчество группы «Фикция» // Информация, время, творчество: Тезисы докладов Международной конференции «Новые методы в исследованиях художественного творчества» и Международного симпозиума «Информационный подход к исследованию культуры и искусства» / Под ред. В. М. Петрова и А. В. Харуто. М., 2007. — С. 29-33.
- Калмык-священник и его потомки: к истории семейства протоиерея Михаила Здравомыслова // Ойраты и калмыки в истории России, Монголии и Китая: Материалы Международной научной конференции (г. Элиста 9 — 14 мая 2007 г.) / Отв. ред. Н. Г. Очирова. Элиста, 2008. Часть I. — С. 155—168.
- Символы российского православия и советской «политической религии» // Общественные науки и современность. 2008. — № 4. — С. 125—131.
- Канонизация святых в старообрядческих церквах России // Религиоведение. 2008. — № 3. C. 28-38.
- «Национальный агиографический проект» в России начала XX века // Вестник РГГУ. 2008. — № 10: Сер. «Культурология. Искусствоведение. Музеология». — С. 146—153.
- Агиология эпохи перемен: святые в российском обществе конца XX века // Вестник Поморского университета. 2008. — № 14: Сер. «Гуманитарные и социальные науки». — С. 119—123.
- Почитание русских святых: проект Афанасия Сахарова в историческом контексте // Культурная жизнь Юга России. 2009. — № 1(30). — С. 61-63.
- Новомученики Российские: содержание термина // Диалог со временем. 2009. — № 28. — С. 367—374.
- Культ императора Николая II в традициях российского православия XX — начала XXI вв. // Религиоведение. 2009. — № 3. C. 28-38.
- Современная российская агиография и проблемы культурно-исторической памяти // Вестник РГГУ. 2009. — № 15: Сер. «Культурология. Искусствоведение. Музеология». — С. 154—159.
- Прославление святых в старообрядческой Церкви в первой четверти XX в. // Старообрядчество в России (XVII—XX века) / Отв. ред. и сост. Е. М. Юхименко. М., 2010. Вып. 4. — С. 159—182.
- Политика в отношении Церкви и возвращение мощей верующим в 1940-е годы // Российская история. 2010. — № 2. — С. 170—175.
- Из истории понятия «святость» в русской культуре XX века // Проблемы филологии: язык и литература. 2010. — № 2. — С. 115—124.
- Восстановление канонизации святых в русском православии (1964-1990) // Вестник Северного (Арктического) федерального университета. Серия: Гуманитарные и социальные науки. — 2010. — № 4. — С. 109—111.
- Канонизация российских новомучеников и новые проблемы истории Церкви // Государство, религия, церковь в России и за рубежом. 2010. — № 4. — С. 138—143.
- Древние западные святые в русском православном месяцеслове XX в. // Религии мира: История и современность. 2006—2010 / Отв. ред. Е. В. Белякова, А. В. Назаренко. М., 2012. — С. 579—584.
- Матрона Московская : [арх. 3 января 2023] // Маниковский — Меотида. — М. : Большая российская энциклопедия, 2012. — (Большая российская энциклопедия : [в 35 т.] / гл. ред. Ю. С. Осипов ; 2004—2017, т. 19). — ISBN 978-5-85270-353-8.
- Говорить о святости: истоки современной историографической ситуации в области русской агиологии // Свеча-2013. Владимир, 2013. Том 25: Религия, religio и религиозность в региональном и глобальном измерении. Международная конференция «Религия и религиозность в локальном и глобальном измерении» (30-31.10.2013, Владимир, ВлГУ). — С. 113—151.
- Вопрос о литургическом поминовении властей в 1917 году в старообрядческой Церкви белокриницкой иерархии // Старообрядчество в России (XVII—XX века) / Отв. ред. и сост. Е. М. Юхименко. М., 2013. Вып. 5. — С. 484—517.
- Архимандрит Тихон (Беллавин) и иеромонах Антонин (Грановский) в 1897 г. // Вестник ПСТГУ. Серия II: История. История Русской Православной Церкви. 2014. — Вып. 3 (58). — С. 109—113
- Авторство печатного «Соловецкого патерика» 1873 года // Труды Отдела древнерусской литературы / Российская Академия наук. Институт русской литературы (Пушкинский Дом). СПб., 2017. Т. 65. — С. 405—413.
- Издание и рецепция «Верного Месяцеслова всех русских святых» // Русская агиография: Исследования. Материалы. Публикации / Отв. ред. Т. Р. Руди, С. А. Семячко. СПб., 2017. Т. III. — С. 568—587.
- Словарь русских святых И. М. Ориентова (1844 г.) // Авраамиевская седмица: материалы II международной научной конференции: Смоленск, 18-22 сентября 2017 / Ред. Л. В. Павлова, И. В. Романова. — Смоленск, 2018. — С. 144—153.
- Между пересыльной тюрьмой и дворянской гостиной: книгоиздательские проекты доктора Гааза 40-х гг. XIX в. // Slověne. 2019. — Vol. 8. — № 1. — C. 269—283.
- «Необычный святой» в исторической памяти сообщества: случай Бориса Талантова // Вестник РГГУ. 2019. — № 8 (2). Серия «Литературоведение. Языкознание. Культурология». — С. 229—240.

- Lettura della Scrittura e spiritualita. Ignatij Brjancaninov, Teofane il Recluso e Ioann di Kronstadt // G. A.A. V.V. La grande vigilia, a cura di A. Mainardi. Comunita di Bose, 1998. — P. 277—288.
- L`ascesi dell`amore. L`esegesi del vescovo martire Grigorij Lebedev // A.A. V.V. L`autunno della Santa Russia, a cura di A. Mainardi. Magnano: Comunità di Bose, 1999. — P. 355—362.
- L`esperienza della fede e la testimonianza dei credenti // L`Altro Novecento. La Russia nella storia del ventesimo secolo. Atti del Convegno promosso da Fondazione Russia Cristiana e Diesse. Seriate, 16 — 17 ottobre, 13 — 14 novembre 1999, a cura di Adriano Dell`Asta. Milano, 1999. — P. 244—259.
- Tempo di canonizzazioni // La Nuova Europa. Milano 2000. — № 5 (293). — P. 57 — 66.
- Il volto interiore di san Serafim // La Nuova Europa. 2003. — № 5 (311). — P. 9-15.
- Le fonti e la fortuna letteraria dei ‘Racconti sinceri di un pellegrino al suo padre spirituale’ // A.A. V.V. La preghiera di Gesù nella spiritualità russa nel XIX secolo, a cura di A. Mainardi. Magnano: Comunità di Bose, 2005. — P. 141—153.
- L`ecumenismo dei santi // La Nuova Europa. 2005. — № 3 (321). — P. 26 — 30.
- Un «caso» sovietico. L`arcivescovo Ermogen // La Nuova Europa. 2007. — № 2 (332). — P. 73-87.

- Молитва преподобного Серафима Саровского о почившем духовном отце // Московские епархиальные ведомости. — М., 1993. — № 2. — С. 18—19. (Публикация, предисловие).
- Перепеч.: Угодник Божий Серафим /2-е изд. Спасо-Преображенский Валаамский монастырь, 1996. — С. 54, 443—444.
- Н. П. Корелина. За пятьдесят лет [Воспоминания о Л. М. Лопатине] // Вопросы философии. — М., 1993. — № 11. — С. 115—121. (Публикация; примечания совместно с И. В. Борисовой).
- С. Н. Трубецкой. О святой Софии, Премудрости Божией // Вопросы философии. 1995. — № 9. — С. 120—168. (Подготовка текста, публикация и примечания).
- Архимандрит Михаил (Козлов). Записки и письма. М.: Богородице-Рождественский монастырь Московской епархии, — 1996. — 160 с. (Составление, публикация и комментарий).
- Архим. Таврион (Батозский). Четыре автобиографии // Христианос. — Рига, 1998. — Вып. VII. — С. 45 — 53 (подготовка текста, примечания).
- Архим. Таврион (Батозский). Записка о Глинской пустыни // Христианос. — Рига, 1998. — Вып. VII. — С. 54 — 60 (подготовка текста, предисловие к публ., примечания).
- Свящ. Д. Клепинин. Письма жене из лагеря Компьень (Франция) в период с 23.03.1943 по 13.12.1943 // XPICTIANOC. Рига, 1999. — Вып. VIII. — С. 66—101 (подготовка текста, примечания).(подготовка текста, примечания).
- Метки: Группа «Фикция» Виталия Грибкова и художественная жизнь 60—80-х годов / Сост. Семененко-Басин И. В. — М.: Galerie Serge, 2014. — 104 с. (составление)

- Чтение Священного Писания. Уроки святых, подвижников, духовных учителей Русской Церкви. — М.: Общество друзей Священного Писания, — 1996. — 94 с.
- Anatolij Zurakovskij. Milano — Roma, 1999. — 144 p.
- Eternamente fiorisce: I nuovi santi della Chiesa ortodossa russa. Milano: La Casa di Matriona, 2005. — 248 p.
- Святость в русской православной культуре XX века: история персонификации. — М.: Российский гос. гуманитарный ун-т, 2010. — 290 с. — ISBN 978-5-7281-1094-1
  - Святость в русской православной культуре XX века: история персонификации. — 2-е изд., испр. — М.: РГГУ, 2017. — 290 с. — ISBN 978-5-7281-1898-5 — 300 экз.

- Ручьевинами серебра: [стихотворения]. — М. : Время, 2012. — 94 с.
- Мои стихи: В память 100-летия кубофутуризма. — М.: Нюанс, 2012. — 20 с.
- Начало века: микропроза. — М.: Издание автора, 2015. — 31 с.
- Лира для диких зверей. — М.: Время, 2016. — 94 с. — (Серия. Поэтическая библиотека).; ISBN 978-5-9691-1463-0 — 1000 экз.
- Ювенилиа. — М.: Водолей, 2018. — 72 с. — 978-5-91763-407-4